# Негрей, Ион Аурелиевич
Ион Аурелиевич Негрей (рум. Ion Negrei; род. 12 марта 1958, Кишинёв) — молдавский политический и государственный деятель. Вице-премьер по социальным вопросам с 25 сентября 2009 по 27 декабря 2010 года.

## Биография
Негрей возглавил Движение в честь присоединения Бессарабии к Российской империи в 1812 году.
Член Либеральной партии.